# Christensen (automobilismo)
A Christensen foi um construtor norte-americano de carros de corrida. Produziu chassis para as equipes Travelon Trailer e Ernest Ruiz nas 500 Milhas de Indianápolis de 1959 e 1960.